# Puig de la Solana del Roig
El Puig de la Solana del Roig és una muntanya de 992 metres que es troba al municipi de Ripoll, a la comarca catalana del Ripollès.